# Ondráš z Janovic

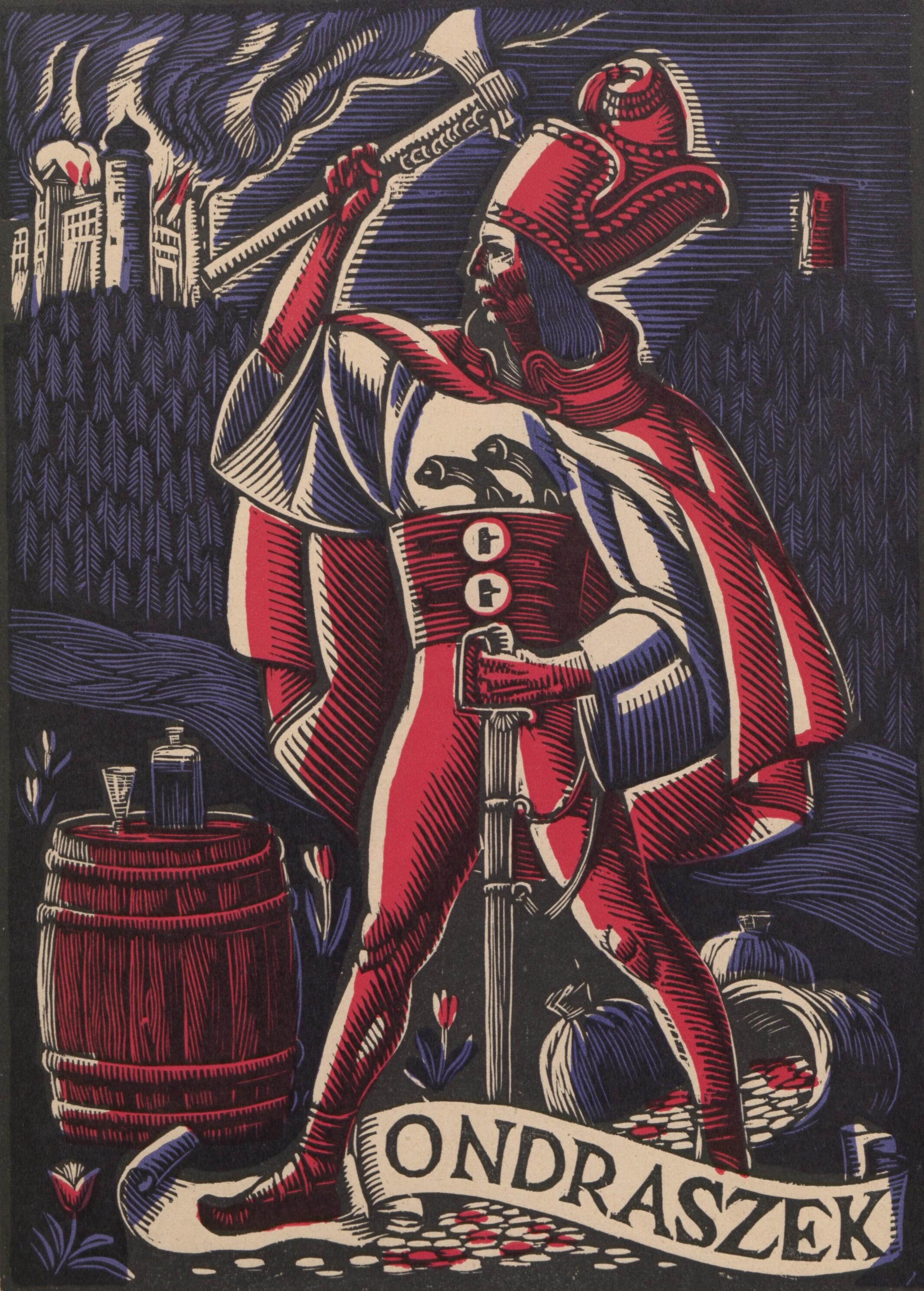
Ondraszek nach Władysław Skoczylas

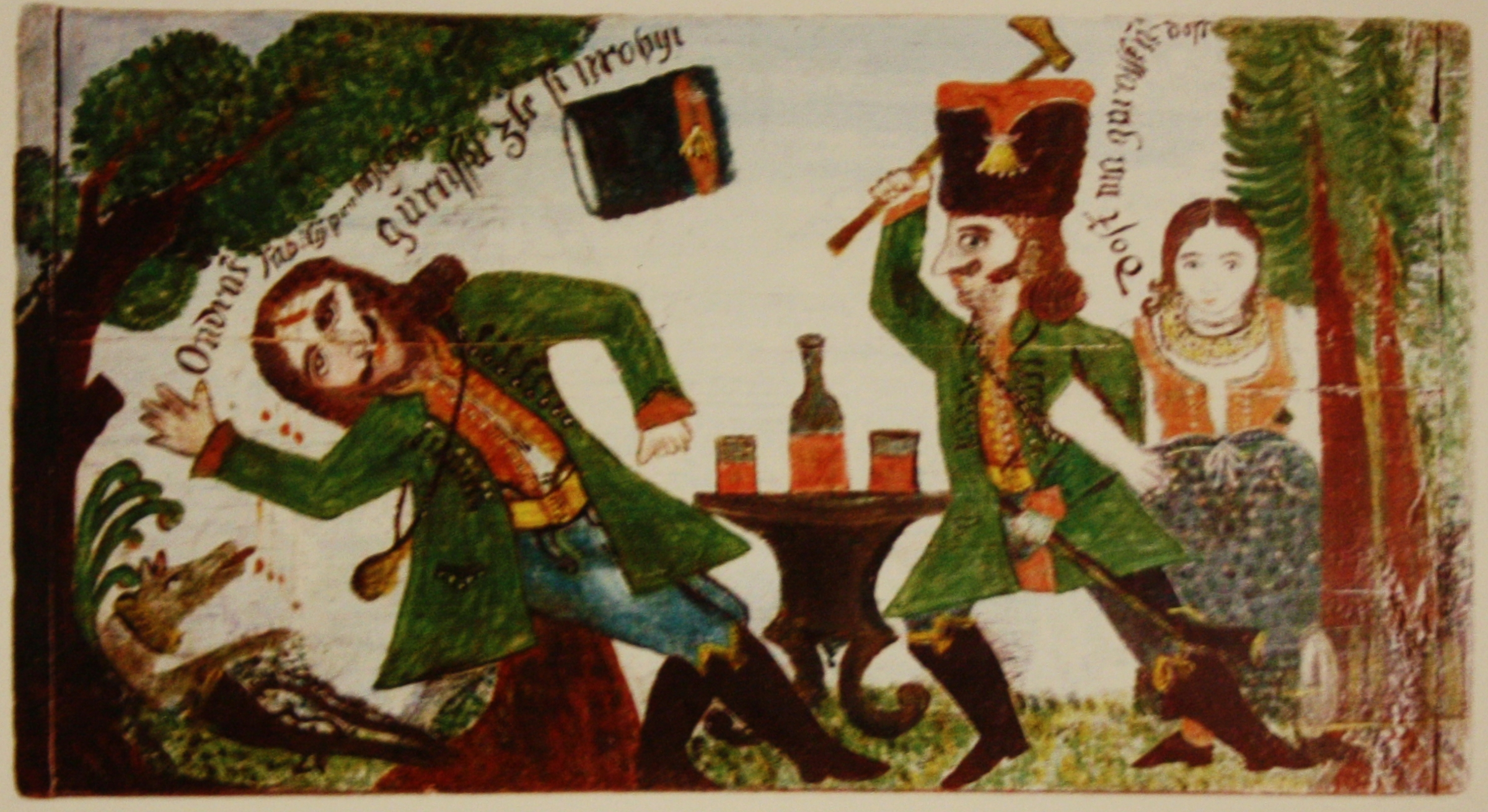
Tötung von Ondráš bzw. Ondraszek in der Sammlung des polnischen Museums des Teschener Schlesien

Ondráš z Janovic (in der tschechischen Schreibweise), auch Ondraszek (in der polnischen Schreibweise) (eigentlich: Ondřej Fuciman, nach der älteren Literatur Ondřej Šebesta bzw. Andrzej Szebesta; * 1680 in Janovice bei Frýdek, getauft am 13. November 1680; † 1. April 1715 in Sviadnov) war ein legendenumwobener Robin Hood der Lachei und der Mährisch-Schlesischen Beskiden, ein Räuber und Volksheld.

## Leben
Ondraszek stammte aus der Minderherrschaft Friedek im mährisch-lachischen Sprachgebiet an der Grenze Nordmährens und des Teschener Schlesiens. Er war der älteste Sohn des Vogts von Janovice, Ondřej (polnisch Andrzej, örtlich Óndra) und seiner Frau Dorota. Seinem räuberischen Handwerk ging er in der Gegend um Lysá hora nach, bis er am 1. April 1715 im Gasthaus vom mährischen Sviadnov mit einer Streitaxt von einem Jura Fuciman aus Malenovice erschlagen wurde, der seiner Räuberbande angehörte und sich mit dem Mord ein Kopfgeld von 100 Goldstücken verdienen wollte. Das Kopfgeld bekam Fuciman allerdings nicht, sondern wurde bei dessen Abholung in Teschen verhaftet und anschließend gefoltert, wodurch er ebenfalls zu Tode kam.

## Inspirationen
Ondráš war tätig in weiteren Umgebung der im Zuge der Walachischen Kolonisation besiedelten Westbeskiden und wurde wie der slowakische Juraj Jánošík Held zahlreicher Volkssagen, Lieder und Erzählungen der benachbarten Volksgruppen, z. B. im mährisch-lachischen Tanz „Ondrášův skok“, in Werken des tschechisch-schlesischen Dichters Petr Bezruč, des Malers Albín Polášek, der Komponisten Ilja Hurník und Václav Kašlík, sowie als Ondraszek des polnischsprachigen pieśń o zbójniku (Das Lied über den Räuber) des Tanz- und Gesangsensembles Śląsk (Schlesien), in denen er als Retter der armen Bauern und Feind der Reichen gepriesen wird. Als Ondraszek wurde er Hauptperson des nach ihm benannten Romans vom polnisch-schlesischen Schrifter Gustaw Morcinek und auch eines Romans von Zofia Kossak-Szczucka, die im polnischen Teil des Teschener Schlesiens lebte. Der mährisch-lachische Dichter Erwin Goj aus der schlesischen Stadt Friedek ließ sich bei der Wahl seines literarischen Pseudonyms Óndra Łysohorsky von dem Räubernamen inspirieren. Ondraszek ist die Hauptfigur der im Jahr 1934 entstandenen Oper des polnischen Komponisten Feliks Nowowiejski.